# Chlorid osmičný
Chlorid osmičný je anorganická sloučenina s chemickým vzorcem OsCl5. Je to černá pevná látka, který se rozkládá nad teplotou tání, 160 °C.

## Příprava
Chlorid osmičný lze připravit v malém množství reakcí fluoridu osmiového s nadbytkem chloridu boritého:
2 OsF6 + 4 BCl3 → 2 OsCl5 + 4 BF3 + Cl2
Lze jej také připravit reakcí chloridu sirnatého s oxidem osmičelým a chlorem:
2 OsO4 + 8 SCl2 + 5 Cl2 → 2 OsCl5 + 8 SOCl2

## Vlastnosti
Chlorid osmičný tvoří černou látku která krystalizuje v monoklonické soustavě s prostorovou grupou P21/c (Číslo 14) a parametry mřížky a = 9.17 Å, b = 11.5 Å, c = 11.97 Å, α = 90°, β = 109°, γ = 90°. Je dimerní a izomorfní s chloridem rheničným. Chlorid osmičný je málo rozpustný v nepolárních rozpouštědlech. Je však rozpustný v trichloridu fosforylu za vzniku červenohnědého roztoku, který může krystalizovat jako OsCl5·POCl3.